# Atahualpa
Atahualpa (v kečua Ata-wallpa pomeni petelin), inkovski vladar, * ok. 1500, † 1533.
Bil je trinajsti inkovski vladar in čeprav je imel naslednike, ki so jih imenovali Španci, velja za zadnjega vladarja Inkovskega imperija.
Ko se je Huascar v Cuscu kronal za vladarja, je Atahualpa računal s severno veteransko vojsko svojega očeta, Huayne Capaca in z dediščino so-oblasti iz mesta Quita, čeprav je bila podrejena tisti v Cuscu. Po nekaj dogodkih, ki so zanetili plamen nesoglasja med obema bratoma, se je začela krvava inkovska državljanska vojna.
Po treh bitkah je Atahualpa leta 1532 v Quipaypanu blizu Cusca premagal Huascarja in se proglasil za Inko ali vladarja. Potem je v mestu Cajamarca spoznal Špance, kjer je, po tradicionalni različici, po nepričakovani španski zasedi, postal zapornik Francisca Pizarra. V nekaj mesecih so ga Španci obtožili izdaje, skrivanja zaklada, konspiracije proti španski kroni in umora Huascarja. Za odkupnino je ponudil dve sobi polni srebra in eno polno zlata. Obljubo je izpolnil, a Španci niso izpolnili svojega dela, obsodili so ga na smrt z usmrtitvijo na garoti (naprava za usmrtitev).

## Polemično poreklo
Glede porekla Atahualpe obstajajo pomisleki. Konkvistador Pedro Cieza de León je v eni svojih kronik zatrdil, da je po ulicah Cusca preveril izvor Atahualpe. Po njegovih besedah so mu cuscovski orejones povedali, da je bil Atahualpa starejši od Huascarja in poleg tega naj bi bil, kot on, iz Cusca, kar izključi možnost, da bi bila njegova mama iz Quita. Večina kronik, kot so primer Santa Cruz Pachacutijeva in Bernabé Cobova zagotavlja, da se je Atahualpa rodil v Cuscu, malo pa je tistih, ki zatrjujejo, da je quitovskega izvora, med njimi kronika Diega Lobata de Sose (rojenega leta 1536, sina domnevne Atahualpove sestre), s konca 16. stoletja, in kronika Pedra de Mercada iz 17. stoletja. Cuscovski Inka Garcilaso de la Vega je glavni kronist, ki postavi trditev, da je sin princese Pacche Duchicele.
Obstajajo viri, večinoma s konca 16. stoletja in sredine 17. stoletja, ki podpirajo tezo o rojstvu Atahualpe v Tahuantinsuyu. Dejstvo, da se je Túpac Yupanqui rodil v Vilcashuamanu, njegov sin Huayna Capác pa v Tomebambi, kaže, da obstaja verjetnost, da se je rodil v Quitu, kot del ekspanzivne politike imerija in kot način za okrepitev osvajanja s politično-versko naravo (Hugo Burgos Guevara, El Guamán, Puma in Amaru). Uničenje inkovskih "knjižnic" kipa s strani borcev proti herezijam in ropanje, ki ga je utrpel Cusco v španskih rokah ter dejstvo, da je izginilo poučevanje kipukamajokov ali poznavalcev umetnosti branja kipu, so razlogi, zaradi katerih na žalost ne bomo nikoli poznali pravega porekla Atahualpe. Kljub temu vojaška podpora shyris, s katero je računal, potrjuje, da se je Atahualpa rodil v Quitu, čeprav se mu je Tomebamba postavil po robu v poskusu osamosvojitve Inkov.
Drugi kroniki pripovedujejo, da je več kot deset let živel v Tomebambi skupaj s svojim očetom Huayna Capacom, bratom Ninanom Cuyuchijem in inkovsko vojsko (z najvplivnejšimi generali). Vse informacije, ki jih je osnovala ekvadorska Narodna knjižnica kažejo, da jebil Atahualpa jasno iz Quita, klub vsem  nasprotovanjem, ki so jih izrazili perujski zgodovinarji.
Naslednja tabela prikazuje različne verzije kronistov:
| Kronist                            | Poreklo iz Cusca | Poreklo iz Quita | Pojasnilo za ali proti:                                  |
| ---------------------------------- | ---------------- | --- | -------------------------------------------------------- |
| Juan de Betanzos                   | Da               | Omenja, da Atahualpa pri trinajstih letih z očetom zapusti Cusco, za sabo pustita Guascarja. (Kronist je govorec kečua)   |                                                          |
| Pedro Cieza de León                | Da               | Relativno zanesljive kronike                                                                                              |                                                          |
| Francisco López de Gómara          | ?                | ? | Omenja samo, da je bila mama iz Quita                    |
| Sarmiento de Gamboa                | Da               | Bil je v dobrih odnosih s plemiči iz Cusca. Pove, da je bila njegova mama Tocto Coca iz rodu Hatun Ayllu.                 |                                                          |
| Inca Garcilaso de la Vega          | Da               | Občasno napačne kronike.                                                                                                  |                                                          |
| Felipe Guamán Poma de Ayala        | ?                | ? | "Atagualpa Ynga, princ, bila je njegova mama Chachapoya" |
| Juan de Santacruz Pachacuti Yamqui | Da               | "In tako pravijo, da je Guaynacapac, preden se je poročil...z drugo princeso, Toctollococa, dobil sina Ttopa Attahuallpa" |                                                          |
| Bernabé Cobo                       | Da               | Pravi, da je mama Atahualpe princesa Tocto Coca.                                                                          |                                                          |
| Agustín de Zárate                  | Da               | |                                                          |
| Miguel Cabello Balboa              | Da               | Ko Huayna Capac odide iz Quita, je Atahualpina mama že umrla.                                                             |                                                          |
| Juan de Velasco                    | Da               | |                                                          |

Večina kronik si je enotna v tem, da naj bi Atahualpa preživel otroštvo in mladost z očetom v Cuscu, kjer naj bi tudi pridobil izobrazbo, ki mu je kot plemiču pripadala.
Mnenja ekvadorskih zgodovinarjev glede kraja rojstva so deljena, nekateri pravijo, da se je rodil v Quitu, spet drugi v Cuscu.
Perujski zgodovinarji menijo, da je po preklu iz Cusca.

## Mladost
Ko je imel Atahualpa 16 let, se je njegov opče, Huayna Capac odločil zapustiti Cusco in z njim in njegovim bratom Ninanom Cuyuchijem oditi na sever imperija na čelo velike vojske. Sina Huáscarja je določil kot incap rantina (namestnika vladarja) Cusca.
V Quitu je Huayna Cápac Atahualpi naložil poveljevanje vojaški kampanji, da bi podjarmil punanenje (iz zaliva Guayaquil), ki so se upirali plačevanju davkov.
V tem času desetletnega bivanja z očetom in sposobnimi generali, kot na primer Chalcuchímacom in Quisquisom, se je Atahualpa priučil umetnosti administracije in vladanja; kronisti so ga intelektualno opisovali kot nekoga"z živim razumom in veliko avtoriteto".

## Ustoličenje
Skupaj sta tam ostala več kot deset let, dušila upore in osvajala nova ozemlja. Leta 1525 je Huayna Capac po nenavadni bolezni (verjetno zaradi noric) umrl v Quitu. Isto se je zgodilo z Ninanom Cuyuchijem, ampak v Tomebambi. Epidemija noric je prišla tudi do Cusca in pomorila dva od štirih sovladarjev, zaradi česar je Huascar postal prva izbira prebivalcev Cusca za prevzem oblasti.
Po imenovanju za inkovskega vladarja s strani cuscovskih plemičev, je bil Huascar žrtev spodletelega vojaškega udara. To dejanje je povzročilo porast nezaupanja do njega, po drugi strani pa je razširilo antipatijo do Huascarja med inkovskimi plemiči.
Zaskrbljen zaradi dobrih odnosov med Atahualpo in mogočno severno vojsko, ga je Huascar poslal v Cusco. Atahualpo so generali s severa prepričali, naj ne gre, saj bi bil v nasproten primeru umorjen. Klub temu je tja poslal odposlance s spremstvom, da bi prepričali brata o njegovih dobrih namenih, a jih je ta sprejel kot žalitev, jih dal mučiti in jih poslal nazaj s sramotnimi darovi. Atahualpa se je razjezil zaradi trpinčenja svojih služabnikov in žalitev, zato je z veteranskimi legijami pod vodstvom Quisquisa in Calcuchimaca krenil proti Cuscu, hkrati pa je svojo vojsko proti severu poslal tudi inka Huascar s čimer se je začela krvoločna inkovska državljanska vojna.
Po koncu vojne, po trinajstih bitkah (Mocha, Ambato, tri bitke v Tomebambi, Cusibamba, Cochahuailla, Bombón, Yanamarca, Angoyacu, Tavaray in dve v Cotabamba) sta Huascarja zajela generala Quisquis in Chalcuchimac. Mučili so ga in ga bosega pripeljali pred Atahualpo. Leta 1533, ko je bil Atahualpa že zaprt, je ukazal njegovo usmrtitev, saj se je bal, da bi mu Španci vrnili oblast, od začetka vojne se torej nista nikoli več videla.

### Poslanstva Hernanda de Sota
Po končani bitki se je Atahualpa hitro namenil proti Cajamarci, kjer so ga pričakovali Španci, ki si jih je želel spoznati. Ko se je nahajal v Pultumarki (sedanji Baños del Inca), pol milje od Cajamarce, je Francisco Pizarro poslal Hernando de Soto z dvajsetimi jezdeci in enim tolmačem do inke s sporočilom, da ga čakajo v Cajamarci. Tam je Atahualpa presenetil špansko kampanjo, saj se, kot pripovedujejo, nikoli ni ustrašil konjev, ki se se mu tako približali, da so mu dihali v obraz, kljub temu se je nekaj vojakov prestrašilo, zaradi česar so bili strogo kaznovani. Atahualpa je potrdil, da bo naslednji dan odšel v Cajamarco.

### Masaker in ujetništvo v Cajamarci
Naslednji dan so se Španci skrili za glavne stavbe na trgu v Cajamarci in nestrpno pričakovali. Po nekaj urah so z grozo opazili čudovit prihod Atahualpe s sprevodom šest tisoč oseb, plesalcev, plemičev in stražarjev; čigar glavna funkcija ni bila premagati Špance, ampak jih prestrašiti in jih prepričati v svojo moč, še več, glede na običaje inkovske vojne so bili prepričani, da se bodo tujci z njimi pogajali in se po banketu predali. Atahualpa je pričakoval srečanje s španskim vodjo, s katerim bi obedoval in se pogovoril, vendar je bil edini Španec, ki je prišel na srečanje ob prihodu na trg, menih Vicente de Valverde, ki je z Atahualpo komuniciral prek tolmača Felipilla, čeprav drugi viri trdijo, da je bil Maritinillo ali oba skupaj. Inka se je odločil diplomatske zadeve rešiti z menihom, tako da je z njim delil chicho (alkoholna pijača pridobljena iz koruze) v queru (lesen kozarec), da bi začel pogovor, a jo je Valverde, ki se je bal zastrupitve, vrgel na tla in s tem razjezil inko. Potem, za še večje ponižanje, je izvršil Odredbo, v kateri je bil ukazano, naj Atahualpa sprejme krščanstvo kot pravo religijo in se podredi oblasti kralja Karla I. Španskega in papeža Klemna VII. V naslednji potezi mu je izročil knjigo z mašami in prstan za darilo. Atahualpa je videl, da zanj nimata pomena in bil je užaljen, ker so mu namignili podjarmljenje drugemu "gospodarju", ki ga niti poznal ni, zato ju je vrgel na tla, hkrati pa Valverdi ukazal naj Španci plačajo za vse kar so ukradli iz njegovega imperija. To dejanje je povzročilo, da je menih v strahu zbežal, Pizarro pa je dal znak za začetek masakra. Španci so tišino prekinili s streli iz topov in pušk na presenečene Inke in spustili so konjenico, ki je začela pobijati in pohabljati ne glede na spol in starost.
Podložniki, ki so nosili Atahualpo, so bili prav tako žrtvovani brez milosti, ampak so bili zaradi svoje funkcije takoj nadomeščeni, da bi s tem preprečili padec svojega gospodarja.
Ko je to opazil eden izmed konkvistadorjev, je inko poskusil umoriti z nožem, vendar mu je to preprečil Francisco Pizarro tako da ga je zvezal (pri tem si je ranil roko) in zaukazal, naj se "nihče ne dotika inke".
Poboj je bil vsesplošen, umrlo je več kot dva tisoč služabnikov inke, ubit je bil tudi gospod iz Chinche, tesen Atahualpin prijatelj.

## Zapor
Posledično je bil Atahualpa zaprt v palačo v Cajamarci; po besedah Guamana Pome de Ayale je bil nekaj časa potopljen v depresijo, saj so mu odvzeli njegovo coyo (ženo), bogastvo in kraljestvo. Pripoveduje, da je jokal, da ni veliko jedel in da je malo spal. V zaporu se je spoprijateljil s Pizarrom in občudoval je Hernanda Pizarra, za katerega je rekel, da je velik gospod. Veliko je igral taptano, inkovsko namizno igro, ki so jo nekateri zgodovinarji zamenjali s šahom. Po kronikah sodeč se je kastiljščine naučil v dvajsetih dveh. 
Nasprotno pa zgodovinar Luis Andrade Reimers zagotavlja, da ga niso zaprli, še slabše, ponudil naj ne bi nobene odkupnine za osvoboditev, saj je številčno razmerje vojaških izgub Špancem onemogočalo tak položaj. Atahualpa je po izčrpljujočih letih državljanske vojne načrtoval prenovo Tahuantinsuya , zato je skušal vzpostaviti odnos z vzajemno koristjo za oba imperija, svojega in čezmorskega španskega. Iz tega razloga je količino kovin zamenjal za tehnično in administrativno korist za svojo domovino.
Prav tako naj bi po tradicionalni verziji imel v zaporu določene privilegije: dovolili so mu še naprej upravljati imperij, naučil se je brati in pisati, poleg tega je prijateljeval s Franciscom Pizarrom.

## Smrt
Atahualpa je v zaporu v zameno za svojo svobodo ponudil dve sobi polni srebra in eno zlata "do koder seže njegova dlan", Španci so ponudbo sprejeli in nemudoma je poslal ukaz celotnemu inkovskemu imperiju, naj v Cajamarco pošljejo največjo možno količino zlata in srebra. Ko je izpolnil svojo obljubo, so ga Španci obsodili na smrt 25. julija zaradi idolatrije, bratomora, poligamije, incesta, obsodili pa so ga tudi skrivanja zaklada.
Ko je izjavil, da mora biti po njegovi veri njegovo telo balzamirano za vstajenje na drugem svetu, mu je duhovnik Valverde ponudil še zadnjo možnost: biti krščen kot kristjan in potem obešen. Sprejel jo je in krstili so ga s krščanskim imenom Frančišek (nekateri zgodovinarji pravijo, da z imenom Janez, drugi nasprotujejo in trdijo, da z imenom Pavel). Menijo, da je Francisco Pizarro jokal ob njegovi smrti. (Pedro Pizarro v svoji kroniki pripoveduje: "jaz sem videl jokati Markiza"). 
Atahualpa je bil po dogovoru z Valverdejem usmrčen z zadavljenjem na garoti, 26. julija 1533 na trgu v Cajamarci. Novica o njegovi smrti je povzročila hudo anarhijo, veliko huascarskih etničnih skupin, ki jim je vladal, se je uprlo in poskušali so pridobiti nazaj svojo neodvisnost.
Atahualpa je bil pokopan pri cerkvi v Cajamarci, vendar je nekaj dni zatem njegovo truplo skrivnostno izginilo. Verjetno so ga njegovi podložniki rešili, da bi ga mumificirali in pokopali zraven njegovih prednikov.
Po njegovi smrti so se Inki, pristaši Huascarja (kot na primer Manco Inca) združili s Španci, da bi premagali Chalicuchimo, Quisquisa in druge preživele privržence Atahualpe.
Nekatera perujska staroselska in huiliche ljudstva z juga Chila verjamejo, da se bo Inkovski vladar, ali Vladar Inka Atahualpa, nekega dne vrnil, da bi jim vladal pravično in jim zagotovil blaginjo.